# Mehdi Baaloudj
Mehdi Baaloudj, né le 2 février 2001 à Melun, est un footballeur algérien qui joue au poste d'avant-centre au Rodez AF.

## Biographie

### Débuts et formation
Mehdi Baaloudj, né le 2 février 2001 à Melun, commence le football en France au Dammarie Les Lys FC puis au RCP Fontainebleau, au FC Fleury, à Le Mée SF, au CS Sedan Ardennes. Il s'engage à l'Olympique de Marseille en 2018 où il évolue dans un premier temps avec les équipes jeunes jusqu'à arriver avec l'équipe réserve avec laquelle il dispute 26 matchs pour 4 buts et 2 passes décisives en National 2 durant 3 saisons.
Le 1er février 2021, Mehdi Baaloudj s'engage avec Sainte-Geneviève FC en National 3.

### EA Guingamp
Le 1er juillet 2021, Mehdi Baaloudj s'engage avec l'EA Guingamp où il joue tout d'abord avec l'équipe réserve un total de trente-deux matchs pour quinze buts en National 2 durant les trois premières saisons au club. Entre temps, le 20 juin 2022, Mehdi Baaloudj signe son premier contrat professionnel avec l'EA Guingamp allant jusqu'en 2024.
Il fait ses débuts professionnels pour le club breton le 16 août 2024, remplaçant Mehdi Merghem lors d'une victoire quatre buts à zéro à domicile en Ligue 2 contre Pau FC.

### Prêt au FC Martigues
Le 16 janvier 2023, Mehdi Baaloudj est prêtée par l'EA Guingamp au FC Martigues pour six mois  sans option d'achat. Il fait ses débuts pour Martigues le 27 janvier 2023, remplaçant Ahmed Soilihi lors d'une défaite 2-0 à l'extérieur en National contre le SO Cholet.
Le 20 février 2023, lors de la 21e journée de National contre le FC Villefranche Beaujolais, Mehdi Baaloudj inscrit son premier but avec le FC Martigues (match nul 2-2).

### FC Versailles
Le 30 aout 2023, Mehdi Baaloudj est transféré au FC Versailles où il signe un contrat allant jusqu'en 2025. Il effectue son premier match pour le FC Versailles le 9 septembre suivant, lors d'un match nul à domicile en National contre le FC Villefranche Beaujolais durant lequel il effectue une passe décisive pour Jeremain Lens.
Le 7 octobre 2023, lors de la 9e journée de National contre le SO Cholet, Mehdi Baaloudj inscrit un doublé pour une victoire trois buts à deux.

### Clermont Foot
Le 2 septembre 2024, Mehdi Baaloudj est transféré au Clermont Foot où il signe pour deux saisons. 
Il joue son premier match pour Clermont Foot le 13 septembre suivant lors d'une défaite un but à zéro à domicile en Ligue 2 contre l'USL Dunkerque. 
Le 24 septembre, lors de la 6e journée de Ligue 2 contre le Red Star FC, Baaloudj inscrit son premier but sous ses nouvelles couleurs.

### Rodez AF
Le 2 juillet 2025, Mehdi Baaloudj s'engage librement au Rodez AF, il paraphe un contrat, il paraphe un contrat allant jusqu'en 2028.
Il fait ses débuts pour le Rodez AF, le 9 août 2025, lors de la 1ère journée de Ligue 2 contre l'AS Nancy-Lorraine (match nul 0-0).

### Parcours en sélection
Mehdi Baaloudj est international espoir algérien ayant joué deux matchs pour l'Algérie -20 ans en 2020 .